# La Paz (Santander)
La Paz es un municipio de Colombia, ubicado en la provincia de Vélez del departamento de Santander, al norte del país.
Es un municipio enclavado en las montañas de Santander, a 241 km al norte de Bogotá, 237 km al sur occidente de Bucaramanga, la capital del Departamento, 33 km al nor-nororiente de Vélez, la capital de la provincia, a 1934 m s. n. m. y con un clima promedio de 17 °C, cubierto en su mayoría por un verde característico, ricas tierras y agradables paisajes, bañados por quebradas, pequeños cauces, y bordeado por ríos de exuberante belleza como Opón y Suárez. 
Como es prefacio en su nombre, La Paz es un enclave geográfico del sur del Departamento, apacible, tranquilo, de gentes amables y entusiastas, bondadosos, de religiosidad predominantemente católica, con valores familiares, nobles y sencillos, que han dejado en el pasado los difíciles momentos que la "Época de la Violencia", vivida hacia mitad del siglo XX, marcó la colonización y ubicación actual de sus habitantes.
(La Paz, Santander. Pueblo constituido por bellas tierras y gran extensión. 
Como su nombre lo indica es un remanso de paz, aunque para lograr esto tuvo que pasar por épocas muy difíciles y violentas.

## División Político-Administrativa
Además de su Cabecera municipal. La Paz tiene bajo su jurisdicción los siguientes Centros poblados:
- El Hato
- La Loma
- Trochal

El municipio tiene estas veredas: Casas Blancas, El centro, El Palmar, El Recreo, El Tigre, La Mata, San Pablo, Carrero, Cedros, Colón, El Macanal, Linternita, Linterna, Medios, Rincón Santo, El amarillo, Bocas del Opón, Compañía, Mirabuenos.

## Economía
La mayoría de la población se dedica al sector primario, siendo las actividades económicas principales la agricultura y la ganadería, ambas a menor escala (avicultura, ganado bovino y caprino). Sus productos de pancoger han apalancado en su pasado reciente la economía local, siendo resaltable el aporte al PIB local el sector panelero y ganadero, con menor participación en la balanza local de otros productos como cacao, café y plátano, no obstante la alta potencialidad de sus suelos para la producción masiva de plantas medicinales, guayaba (como se caracteriza a la región veleña, y que en los años 1980 promovió los sueños de lugareños a la estructuración de megaproyectos para la producción de bocadillo), pastos, yuca (incluso potencialmente desarrollable a nivel industrial), y plátano, que igualmente representó junto al cacao, un importante renglón de la economía local y que atrajo la vista de industriales en el pasado, tímidamente motivados por la restricción vial de sus corredores carreteables.
Igualmente, en el centro sur de la municipalidad, se han desarrollado extracciones de pequeña escala e infraestructura no industrial, para la explotación de pequeños mantos de carbón, buzantes a escasos pies de la superficie. Actualmente, el sector minero solo es un renglón de la economía en las veredas Carrero, El Tigre y El Amarillo, desarrollada por algunos empresarios a nivel artesanal, que han adquirido derechos de explotación sobre mantos de carbonatos de bario (baritina, o "piedra barita", como se conoce localmente), dispuestos a escasos 45 pies, ampliamente utilizada como densificante en la preparación de lodos para perforación en la industria petrolera, y como base para elaboración de porcelana. 
El norte del municipio, aislado parcialmente por su restringido acceso al casco urbano, y dependiente de la economía y mercados de municipios como Vélez, Santa Helena y Santa Rita, posee tierras prósperas y dispuestas para la ganadería estibular (no explotada), y el café, que representó un renglón importante en el sustento de locales.
La mayoría de la población se dedica al sector primario, siendo las actividades económicas principales la agricultura y la ganadería (avicultura, ganado bovino y caprino). Los productos más representativos son la panela, el cacao, el café, maíz, frijol y yuca 

## Turismo y Gastronomía
Pudiendo ser un abonado adicional en el fortalecimiento de la economía local, el sector turístico no ha sido desarrollado a nivel importante por sus habitantes, no obstante, cuenta con lugares de especial atención por propios y turistas, como son El Hoyo del Aire (orificio generado por la penetración de un posible meteorito que generó una caverna cuyo techo pudo destruirse o erosionarse, dando paso a un agujero de 300 m de diámetro y 280 de profundidad), La Laguna Negra (actualmente de cauce reducido, pero que en el pasado albergó incluso leyendas derivadas de la ocupación indígena precolombina), Pozo Azul (almacenamiento de frescas, cristalinas y frías aguas entre rocas calizas de origen Terciario y Cuaternario) alimentado por la quebrada Gran Curi, el Chorro de Aviones (cascadas naturales enclavadas en el bosque húmedo tropical de la región), y algunas cavernas o "cuevas", como se reconocen en el entendido popular, como La Cueva del Molino y la Cueva del Indio, que ofrecen particular belleza a los amantes de la espeleología.
Cerca al casco urbano, a escasos 5 km, en la vía que conduce al vecino municipio de La Aguada, está ubicado el Balneario La Gacha, que época de veranillo, ofrece un agradable remanso de la quebrada La Gran Curi, donde puede disfrutarse de calmadas aguas.
Los caseríos y pequeños y agrupados asentamientos próximos al centro urbano de La Paz, ofrecen igualmente a los turistas, una variada, típica y saludable oferta gastronómica, donde el suave y casero sabor del "Piquete" conformado por gallina criolla cocida, jugosa y fresca carne de res asada, yuca cocida y papa, acompañada de huevos de gallina cocidos, y arroz blanco con verduras, retará el más curioso paladar, envuelta en hoja de plátano, y servida con preparación de ají (cortado o entero, denominado por los locales como "ají parado"), y guarapo (derivado fermentado de la caña de azúcar, y en ocasiones mezclado con aguardiente de caña.
Pasabocas locales que han logrado sucumbir a la tradición oral de los paceños, aún están disponibles en la oferta gastronómica, entre ellos, "la cuca" (o galleta de harina de maíz) de sabor agridulce, el queso en bola (derivado de la leche de res, con adición de sal, luego de su procesamiento y molienda), y las arepas "carisecas" disponibles hoy en el mercado nacional y exportado a algunos países de la región.
- El hoyo del aire
- Cueva del indio
- Cueva de molino
- Balneario le gacha